# توماری، هوکایدو
توماری، هوکایدو (به لاتین: Tomari, Hokkaido) یک منطقهٔ مسکونی در ژاپن است که در Shiribeshi Subprefecture واقع شده‌است. توماری ۱٬۷۵۰ نفر جمعیت دارد.